# 加拿大廣場8號

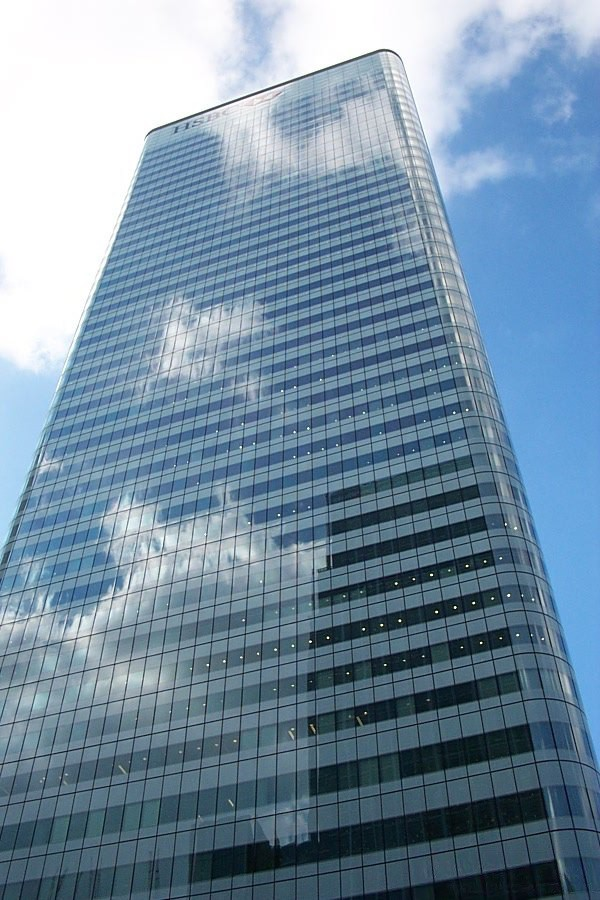
倫敦滙豐大廈

倫敦滙豐大廈（HSBC Tower），正式名稱為加拿大廣場8號（8 Canada Square），位於英國倫敦金絲雀碼頭區（Canary Wharf，原本是海運碼頭，於1991年重新發展成商業區）的加拿大廣場，屬於滙豐集團以及旗下英國滙豐銀行總管理處的所在地，這是滙豐集團的第6座，以及在英國的第2座總部大樓。

## 历史
滙豐集團總管理處在1993年1月1日起由香港遷往倫敦市金融區後，數千名員工一直分散在區內不同的商業樓宇內，此舉造成了一定程度的不便。有鑑於此，滙豐就計劃興建一座新總部大樓給該批員工共用。於1995年至1997年間，有幾個不同的方案，包括將位於下泰晤士街（Lower Thames Street）10號的主要辦事處重建，最後於1998年宣佈選址為金絲雀碼頭區。建造工程於1999年1月開始，2002年建成，8,000名員工在9月開始遷入，2003年2月17日完成搬遷程序，並於2003年4月2日由主席龐約翰主持啟用儀式。
大樓採用全鋼結構及玻璃外牆，使用了180,000公噸混凝土、14,000公噸鋼鐵以及484,200平方呎共4,900塊玻璃建成。大樓共有45層，高度為210米，總樓面為110萬平方呎，造價約5億英鎊，屬於英國第二大的建築物。內有先進設施，包括整層的健身室、850個座位的餐廳、商店和醫療中心。
為負責大樓的設計及建造工程的建築師，他曾經設計過第四代香港滙豐總行大廈。該總部大樓榮獲英國首屈一指的環保標準評核機構Building Research Establishment頒予整體表現「優異」的評級，屬於金絲雀碼頭區內商業大廈所能獲得的最高評級。在設計階段時，已經融合了各種節能系統和應用方法，而且大樓所使用的家具以及設備都可以循環再造。
地下接待處旁邊有一幅歷史牆，由Thomas Heatherwick Studio設計及建造，全長34.5米，高6.6米，面積達230平方米，展出18世紀至21世紀的集團歷史。牆上的3,743幅圖像，乃取自與集團員工、建築物、活動和業務有關的文件、照片、肖象和插圖等，並以金屬桿插在玻璃牆上。另外在地下門前有兩座銅獅史提芬和施迪，這對銅獅於2001年鑄造，屬於第二件複製品。

## 業權轉移
2007年2月，滙豐控股宣佈計劃將該大樓出售及租回，並於4月30日實行。之前滙控傳出計劃將總部遷離倫敦，這次的總部大樓出售事件，令市場再次揣測其將總部撤出倫敦之嫌。但有關發言人表示，這個策略是基於英國的房地產市場需求增加，同時此舉使滙控可以更有效地管理物業資產。在未來的日子，滙控將會繼續以該大樓作為總部。
西班牙房地產公司Metrovacesa, SA旗下一間全資附屬公司已經就此項交易與滙豐交換合約文件，內容規定滙豐可全面控制該物業的佔用權，而Metrovacesa則獲批998年期的土地契約。該大樓以10.9億英鎊售出，成為英國史上最大宗的物業交易，之後滙豐租用該大樓20年，另可選擇續租五年，每年的租金為4,350萬英鎊。
2008年12月，滙豐取回該大樓的業權，錄得約2.5億英鎊的利潤。原因是市場極度擾亂，窒礙定期資金的來源，故無法完成籌組過渡性貸款，雙方同意將大樓交回滙豐，其過渡性貸款隨此項交易終止。
2009年11月12日，滙豐再度出售該大樓，買家為南韓的國民年金公團，作價7.725億英鎊，之後集團以每年4600萬英鎊的價格，向新業主租回大樓，為期17年半。及後，大樓再於2014年12月售予卡塔爾投資局，價格並不公開。
51°30′19″N 0°01′02.6″W / 51.50528°N 0.017389°W